# Sami Trabelsi
Sami Trabelsi (Sfax, Túnez, 4 de febrero de 1968) es un exjugador y entrenador de fútbol tunecino. Actualmente dirige a la selección de Túnez.

## Trayectoria

### Como jugador
Trabelsi comenzó su carrera deportiva a los doce años en el Sfax Railways Sports y fue escalando posiciones hasta llegar a debutar como futbolista profesional en 1986.En 1993 se incorporó al Sfaxien y ganó el doblete en la temporada 1994-95. Al final de su carrera deportiva, se unió al club qatarí Al-Rayyan, antes de regresar al Sfaxien para retirarse en 2002.

### Selección nacional
Trabelsi hizo su debut con la selección de Túnez en septiembre de 1994 para disputar un encuentro para la clasificación a la Copa Africana de Naciones. Asimismo, fue el capitán del seleccionado en el Mundial 1998 donde quedaron eliminados en la fase de grupos.En total, disputó 81 encuentros y marcó tres goles.

### Como entrenador
En agosto de 2009, Trabelsi asumió como entrenador de la selección sub-23 de Túnez, así como asistente técnico del equipo "A".En febrero de 2011, obtuvo el Campeonato Africano de Naciones después de vencer a Angola por 3-0 en la final.El 11 de marzo, fue confirmado como técnico de la selección absoluta en sustitución de Ammar Souyah.Sin embargo, presentó su renuncia en febrero de 2013 después de quedar eliminado en la fase de grupos de la Copa Africana de Naciones.
El 9 de junio de 2013, fue confirmado como técnico del Al-Sailiya.Después de casi diez años en el cargo, presentó su renuncia en marzo de 2023 tras una serie de malos resultados.
En febrero de 2025, inició su segunda etapa al frente de la selección de Túnez.

## Clubes

### Como jugador
| Club                 | País  | Año         |
| -------------------- | ----- | ----------- |
| Sfax Railways Sports | Túnez | 1986 - 1993 |
| CS Sfaxien           | Túnez | 1993 - 2000 |
| Al-Rayyan            | Catar | 2000 - 2001 |
| CS Sfaxien           | Túnez | 2001 - 2002 |

### Como entrenador
| Club                      | País  | Año           | PJ  | PG  | PE | PP  | Rendimiento |
| ------------------------- | ----- | ------------- | --- | --- | -- | --- | ----------- |
| Selección sub-23 de Túnez | Túnez | 2009 - 2011   | 12  | 5   | 5  | 2   | 55.56%      |
| Selección de Túnez        | Túnez | 2011 - 2013   | 30  | 13  | 9  | 8   | 53.33%      |
| Al-Sailiya                | Catar | 2013-2023     | 265 | 93  | 57 | 115 | 42.26%      |
| Selección de Túnez        | Túnez | 2025-presente |     |     |    |     |             |
| Total                     | Total | Total         | 307 | 111 | 71 | 125 | 43.87%      |

## Palmarés

### Como jugador

#### Campeonatos nacionales
| Título        | Club    | País  | Año     |
| ------------- | ------- | ----- | ------- |
| CLP-1         | Sfaxien | Túnez | 1994-95 |
| Copa de Túnez | Sfaxien | Túnez | 1994-95 |

#### Campeonatos internacionales
| Título   | Club    | País  | Año  |
| -------- | ------- | ----- | ---- |
| Copa CAF | Sfaxien | Túnez | 1998 |

### Como entrenador

#### Campeonatos nacionales
| Título                         | Club       | País  | Año     |
| ------------------------------ | ---------- | ----- | ------- |
| Copa de las Estrellas de Catar | Al-Sailiya | Catar | 2020-21 |
| Copa de las Estrellas de Catar | Al-Sailiya | Catar | 2021-22 |

#### Campeonatos internacionales
| Título                          | Club               | País  | Año  |
| ------------------------------- | ------------------ | ----- | ---- |
| Campeonato Africano de Naciones | Selección de Túnez | Túnez | 2011 |